# Edward Douglass White
Edward Douglass White Junior (Parrocchia di Lafourche, 3 novembre 1845 – Washington, 19 maggio 1921) è stato un politico e giurista statunitense.

## Biografia
Egli è stato il presidente della Corte suprema degli Stati Uniti negli anni 1910-1921. I suoi avi provenivano dall'Irlanda, era figlio di Edward Douglass White Senior che aveva ricoperto la carica di governatore della Louisiana, mentre suo nonno era James White. Suo nonno materno era il maresciallo Tench Ringgold.
Studiò prima al college dei Gesuiti a New Orleans, poi a quello di Mount St. Mary, nei pressi di Emmitsburg, continuando all'Università di Georgetown di Washington, anche se i suoi studi vennero interrotti dalla guerra di secessione. Durante la guerra raggiunse il grado di tenente nell'esercito confederato. Il resoconto degli anni trascorsi in guerra non è certo, alcune fonti raccontano che fosse stato catturato dal generale Godfrey Weitzel, altre che fosse riuscito a fuggire nascondendosi, altre negano il tutto. Dovrebbe aver prestato servizio con Richard Taylor.
Sposò Leita Montgomery Kent, la vedova di Linden Kent, Il 6 novembre 1894, a New York.